# Бука (Папуа Нова Гвінея)
Бу́ка (англ. Buka, ток-пісін Buka) — місто в Папуа Новій Гвінеї, адміністративний центр АР Бугенвіль, який переноситься до міста Арава, та району Північний Бугенвіль.
Місто розташоване на півдні острова Бука, що лежить біля північного краю острова Бугенвіль. Після 1998 року, коли громадянська війна за незалежність острова була закінчена, Бука була зруйнована, тому було вирішено перенести столицю до Арави.
| Прапор Папуа Нової Гвінеї | Це незавершена стаття про Папуа Нову Гвінею. Ви можете допомогти проєкту, виправивши або дописавши її. |

1. ↑  https://www.npr.org/2019/12/30/789697304/trying-to-form-the-worlds-newest-country-bougainville-has-a-road-ahead